# Bangaye (Manni)
Pour les articles homonymes, voir Bangaye.
Bangaye est une commune rurale située dans le département de Manni de la province de la Gnagna dans la région de l'Est au Burkina Faso.

## Géographie
Bangaye est situé à 3,5 km au Nord-Ouest de Bourgou et à 8 km au Sud-Est du chef-lieu du département Manni. La commune est traversée la route nationale 18.

## Santé et éducation
Le centre de soins le plus proche de Bangaye est le centre de santé et de promotion sociale (CSPS) de Bourgou.